# Palatiolum
Das Palatiolum (lateinische Verkleinerungsform von Palast) ist ein monumentales spätantikes Gebäude in Trier-Pfalzel in Rheinland-Pfalz. Wesentliche Teile der Anlage, die vermutlich aus dem 4. Jahrhundert n. Chr. stammt, wurden in spätere Gebäude integriert, so dass die Reste des Palatiolums teilweise als ältestes Steingebäude Deutschlands angesprochen wurden.

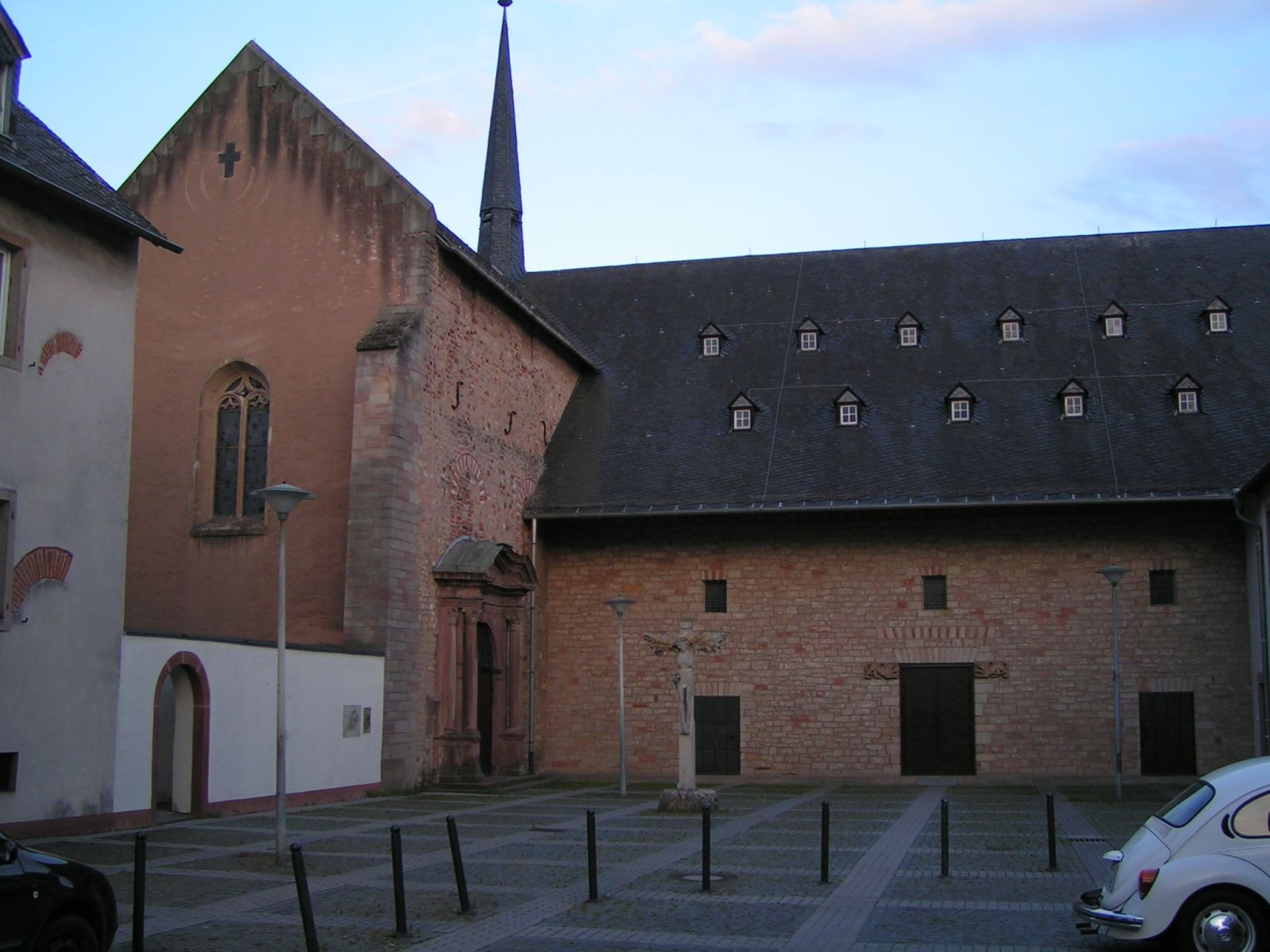
Stiftskirche

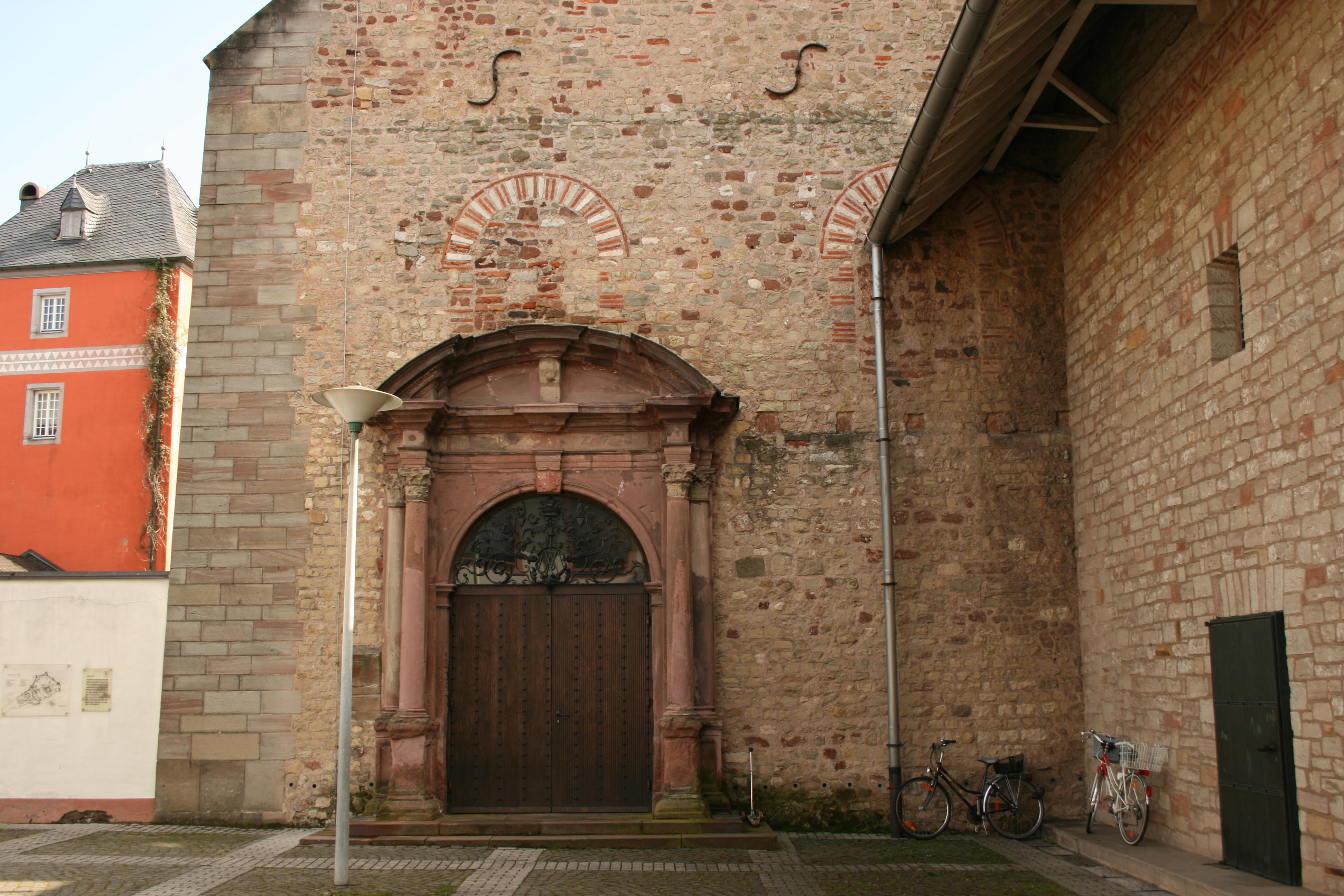
Römische Bogenfenster im Querschiff der Stiftskirche.

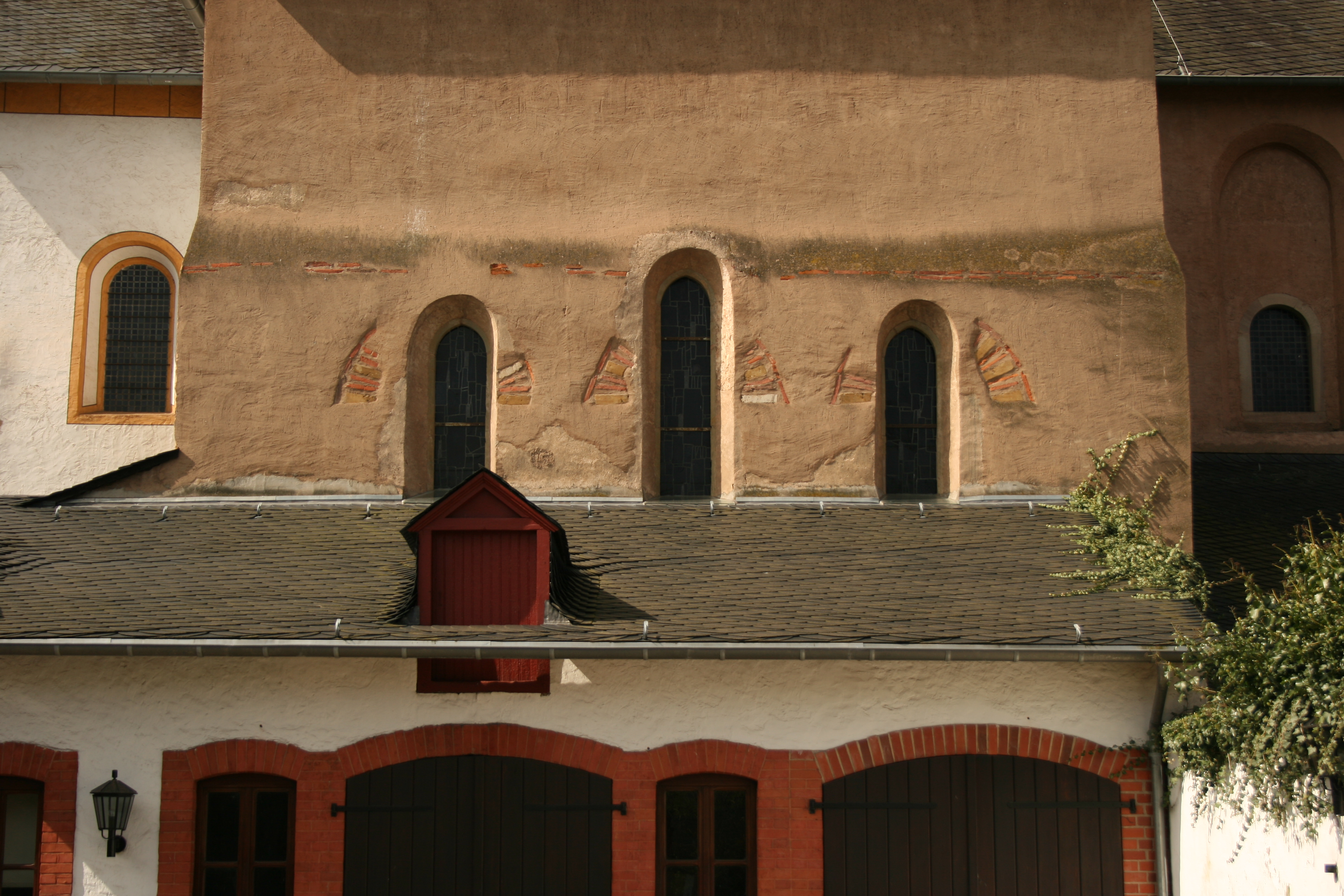
Römisches Mauerwerk auf der Südseite der Stiftskirche.

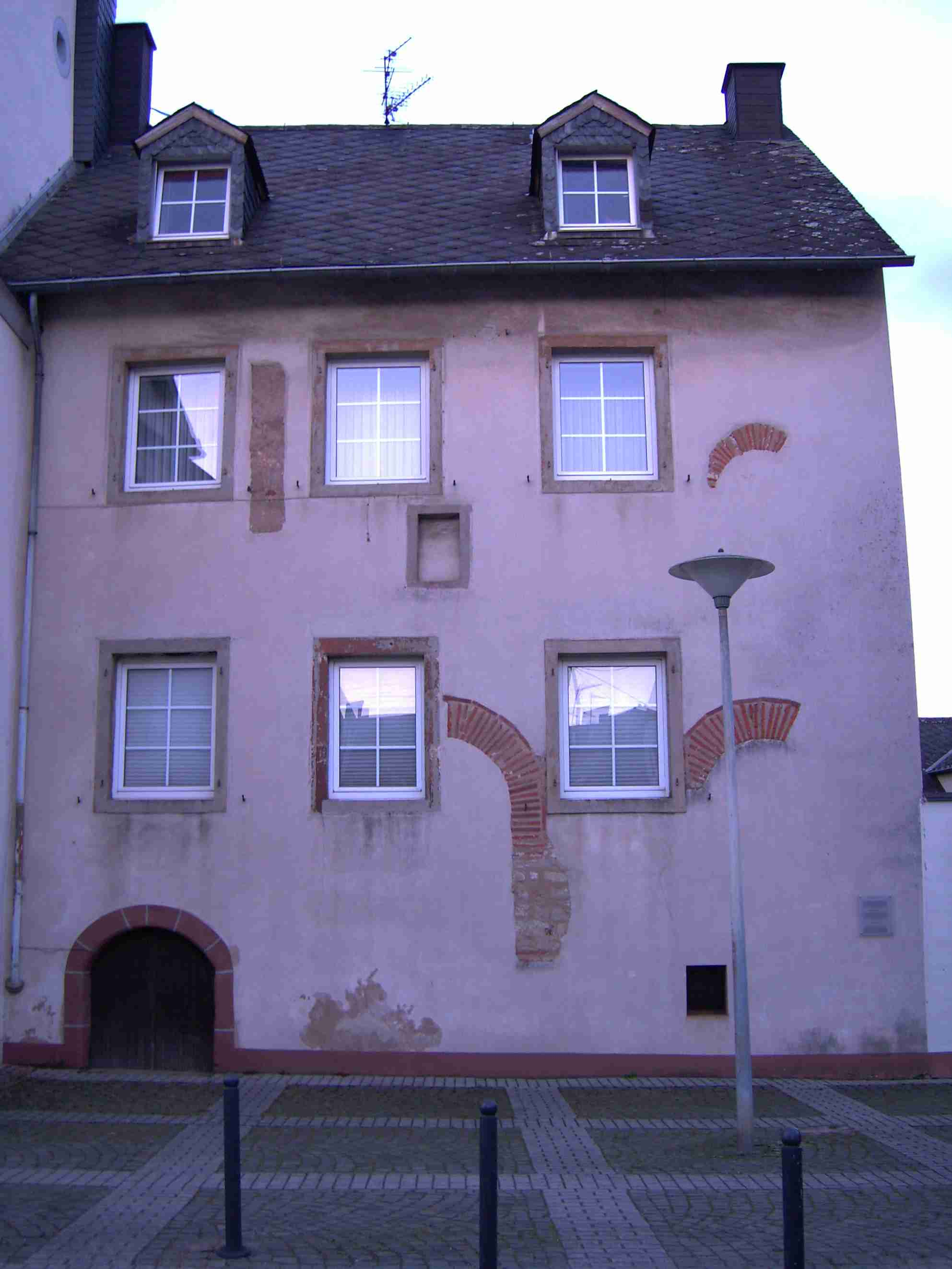
Römisches Mauerwerk an der Fassade der Küsterei.

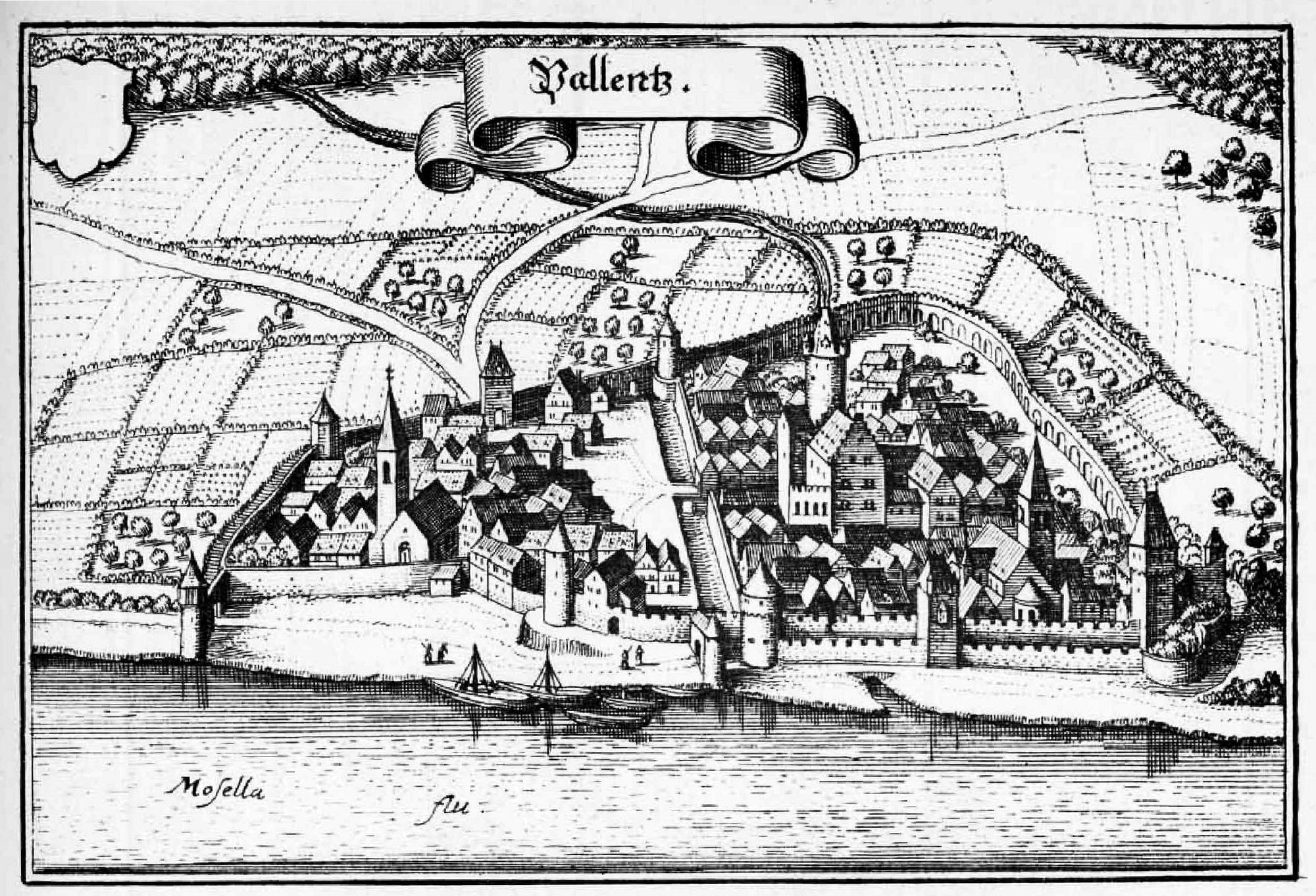
Ansicht von Merian 1646

## Lage
Die Reste des Palatiolum befinden sich im Ortskern von Trier-Pfalzel, das oberhalb eines längeren Bogen der Mosel auf einem hochwasserfreien Rücken liegt. Das antike Augusta Treverorum lag etwa 5 km Luftlinie entfernt. Mehrere Bögen der einstigen repräsentativen Palastfront sind dort, besonders in der Fassade des sogenannten Küsterhauses und der Kirche St. Maria und St. Martin erkennbar.

## Geschichte
Details der Bausubstanz und wenige archäologische Funde lassen eine Erbauungszeit um 350 n. Chr. vermuten. Ein nachträglich verändertes Mosaik in einem Raum aus der Erbauungszeit könnte deshalb bald wieder verändert worden sein, weil es Szenen der paganischen Mythologie darstellte. Die Anlage könnte damit unter Kaiser Julian nach den Frankeneinfällen von 353 n. Chr. entstanden sein, doch bleibt dies weitgehend hypothetisch. Als Bauherr der reich ausgestatteten Anlage kommt nur ein hochgestellter Beamter oder ein Angehöriger des Kaiserhauses in Frage. An der Zufahrt befand sich als Zugangssperre eine kleine Kaserne für eine Leibgarde, was auf den hohen Rang des Besitzers hinweist.
Als der kaiserliche Hof um 400 aus Trier abgezogen wurde, verfiel die Anlage. Um 588 erwähnt sie Venantius Fortunatus in einem Reisegedicht als prisca senatus („alter Adelssitz“). Der Palast kam mit seinen Ländereien als geschlossenes Fiskalgut in den Besitz der fränkischen Könige. Um 700 erwarb ihn Adela von Pfalzel im Rahmen eines Gütertauschs. Es entstand ein Benediktinerkloster in den Ruinen der römischen Anlage. Im Jahr 721 ist die Anwesenheit von Bonifatius und Gregor von Utrecht hier bezeugt.
Im 11. Jahrhundert nutzte der Trierer Erzbischof Poppo seine Schutzherrschaft und die gesunkene Bedeutung des Klosters. Er löste den Konvent auf und bestimmte Stiftsherren zur Übernahme. Im westlichen Teil der antiken Anlage ließen die Erzbischöfe die Burg Pfalzel erbauen, die von ihnen in den folgenden Jahrhunderten häufiger als Zuflucht in Auseinandersetzungen mit der Trierer Bürgerschaft genutzt wurde. Im 16. Jahrhundert entstand eine mit Bastionen und Wällen verstärkte Festung, die 1685 von französischen Truppen geschleift wurde. Die 1802 säkularisierte Stiftskirche wurde 1945 durch Bomben schwer beschädigt und 1962 wiederaufgebaut. Die mittelalterliche Weiternutzung hat im Pfalzeler Ortskern zahlreiche weitere sehenswerte Gebäude entstehen lassen, darunter ein Amtshaus, Palastmühle, Zehntscheune, Kanonikerhäuser und verschiedene Höfe.

## Anlage
Bei dem Palatiolum handelt es sich um eine vierflügelige Anlage in massiver Steinbauweise mit rechteckigem Grundriss. Die Flügel gruppierten sich um einen Innenhof (26,53 × 18,3 m) und besaßen an den Ecken sowie mittig in allen vier Gebäudefronten hervorspringende Risalite. Das Erdgeschoss besaß mindestens in den Türmen eine doppelte Raumhöhe, darüber befanden sich mindestens zwei weitere Stockwerke mit einfacher Höhe. Die symmetrische Anlage besaß damit an allen Außenseiten eine repräsentative Fassade, die aber auch eine gewisse Fähigkeit zur Verteidigung bot. Ausgrabungen in Oedenburg am Oberrhein haben gezeigt, dass der Grundriss einem geläufigen spätantiken Kastelltypus entspricht.
Von den durch Grabungen nachgewiesenen 28 Räumen besaßen zwei eine Mosaikausstattung, sechs geometrische Marmorplatten, in zwei Räumen sind Wandmosaiken aus Glassteinen mit Schuppendekor nachgewiesen. Während an den Risaliten entsprechend ihrem turmartigen Aussehen kleinere Fenster angebracht waren, dürften die Zwischenflügel loggienartig zu rekonstruieren sein, worauf Funde von Seitenpfeilern und Säulen hinweisen. Auch die heute noch erhaltenen Fenster weisen mit ihren weiten, ziegelgemauerten Bögen und Arkaden auf eine repräsentative Gestaltung.